# 보르조미 (물)

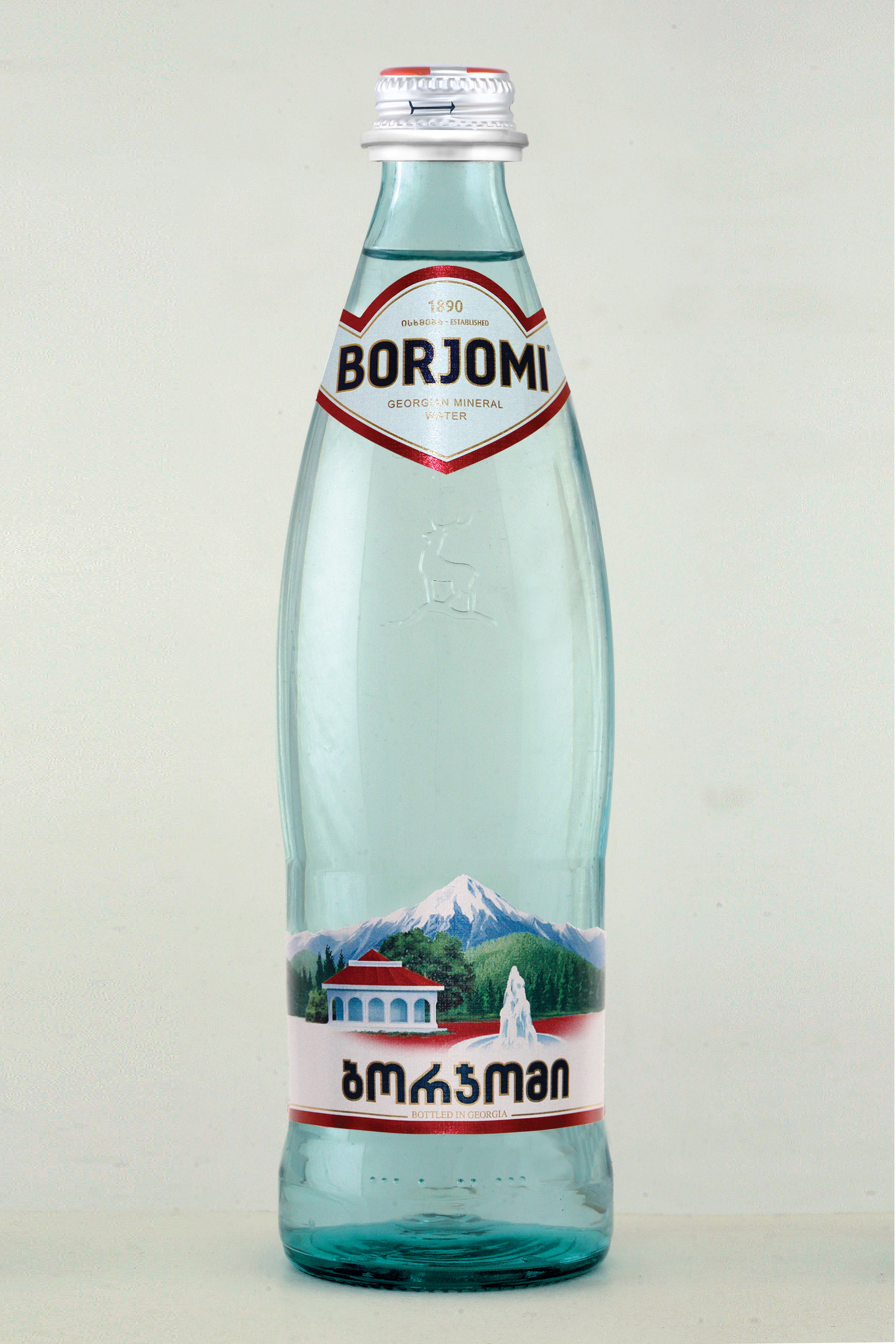
보르조미

보르조미(조지아어: ბორჯომი)는 조지아 중부의 보르조미 협곡의 샘에서 나오는 물로 만드는 광천수 브랜드이다. 계곡의 자분대수층은 최대 2,300m(7,500 피트)의 고도에서 바쿠리아니의 산봉우리를 덮고 있는 빙하에서 여과되는 물에 의해 공급된다. 물은 펌핑하지 않고 표면으로 올라오며 파이프를 통해 보르조미 마을에 있는 두 개의 병입 공장으로 이송된다.